# Sverre Sjölander
Olof Axel Sverre Sjölander, född 30 mars 1940 i Göteborg, är en svensk zoolog och professor emeritus vid Linköpings universitet. Han är även verksam som föreläsare, som populärvetenskaplig författare samt översättare av 380 TV-naturfilmer och ett antal böcker. Han har skrivit böckerna Nya tankar om gamla hjärnor, Vårt djuriska arv, Naturens budbärare och Från urhund till sällskapshund. Den 3 augusti 2009 debuterade han som sommarvärd i P1.. Han arbetade som biologilärare 1961–1965, var 1966–1974 verksam vid Stockholms universitet, 1975–1981 vid Universität Bielefeld, Tyskland, och 1981–2007 vid Linköpings universitet. 1989–1991 var han gästprofessor vid Konrad-Lorenz-Institut, Wien, och i Humanbiologie, Wiens universitet. 1974 fick han Akvariets Oscar och 1999 fick han Konrad-Lorenz-Medaille. 
Sjölander var gift med Jane Bagge 1962–1983, med Angelica Hovorka 1985–1999 och med författaren Viveca Lärn 2005–2012. Han har två söner och en dotter. 